# 不自然女孩/自然愛
（不自然女孩 / 自然愛）是日本流行電音組合Perfume第十張單曲。於2010年4月14日發行。唱片公司為Tokuma Japan Communications。

## 解説
- 距離前作約一年的單曲，同時是自「Baby cruising Love / マカロニ」以來，相隔三張單曲後，再次推出雙A面單曲。
- 製作人中田康貴在表達對「不自然なガール」這首歌的意見時，表示對自己今次的作品相當滿意。Perfume三人也表示對這首歌的歌詞產生共感，十分切合歌曲「不自然」的主題。
- 單曲中另一首歌則是女性品牌「NATURAL BEAUTY BASIC」的廣告曲，三人亦有份出演此廣告。這首歌曲是中田第一次向成員徵求意見的作品。中田製作了2個不同拍子的版本，並問成員「哪一個比較好？」，最後成員選擇了拍子較慢的版本，於是這個版本便被用作這次的廣告曲。
- 在3月19日，唱片公司Tokuma Japan Communications的YouTube官方頻道上釋出了的PV。這個PV與廣告同時攝影，由兒玉裕一擔當監督。的PV在被釋出後兩週點擊數量突破了120萬次。
- 「不自然なガール」的PV由關和亮擔當。唱片公司在4月2日，同樣在YouTube的官方頻道上釋出了「不自然なガール」的PV。24位穿了同樣服飾和戴上3D眼鏡的舞蹈員在PV中演出，同時在封面上登場，是首次有Perfume三人以外的人物在PV中登場。
- 單曲的銷售張數超越了自身最高初動記錄的「love the world」的销量，並取得了ORICON公信榜單曲榜週榜亞軍，以及日榜第一位的成績。

## 收錄曲

### CD
| 曲序     | 曲目                                                   | 时长  |
| -------- | ------------------------------------------------------ | ----- |
| 1.       | 不自然なガール                                         | 3:59  |
| 2.       | （SANEI International 「NATURAL BEAUTY BASIC」廣告歌） | 3:08  |
| 3.       | 不自然なガール -Original Instrumental-                 | 3:57  |
| 4.       | -Original Instrumental-                                | 3:04  |
| 总时长： | 总时长：                                               | 14:08 |

### DVD
1. “不自然なガール” Video Clip

## 外部連結
- YouTube上的Official Music Video：Perfume 「不自然なガール」
- YouTube上的Official Music Video：Perfume 